# Музей килимів Ірану
Музей килимів (перс. موزهٔ فرش) - один із музеїв провінції Тегеран. Цей музей побудували за наказом Фарах Пахлаві і він розпочав роботу 11 лютого 1978 року. Особливість архітектури музею в тому, що зовнішнім виглядом він нагадує верстат для ткання килимів. Це зроблено для того, щоб тінь від такої конструкції трохи охолоджувала зовнішні стіни в спекотну погоду. Площа складає 3400 кв.м. розділених на дві зали для експозиції різновидів килимів фарш та галім ручної роботи, виготовлених в Ірані. На першому поверсі розміщена постійна експозиція зі 150-ти килимів, зібраних з усіх куточків Ірану. На другому проходять сезонні виставки. Автором архітектурного проекту є Абдоль-Азіз Мірза Фарманфармаян.
Завданням цього музею є демонстрація та вивчення досвіду й історії ткацтва килимів в Ірані. 
Адреса музею: Тегеран, вулиця Каргар-е Шомалі, перехрестя доктора Фатемі. Працює всі дні крім п'ятниць та релігійних свят, з 9 00 до 17 00 восени та взимку і з 9 00 до 18 00 навесні та влітку. Заборонено фотографувати в галереях килимів, в інших приміщеннях дозволено при денному світлі.